# Sullivan Ballou

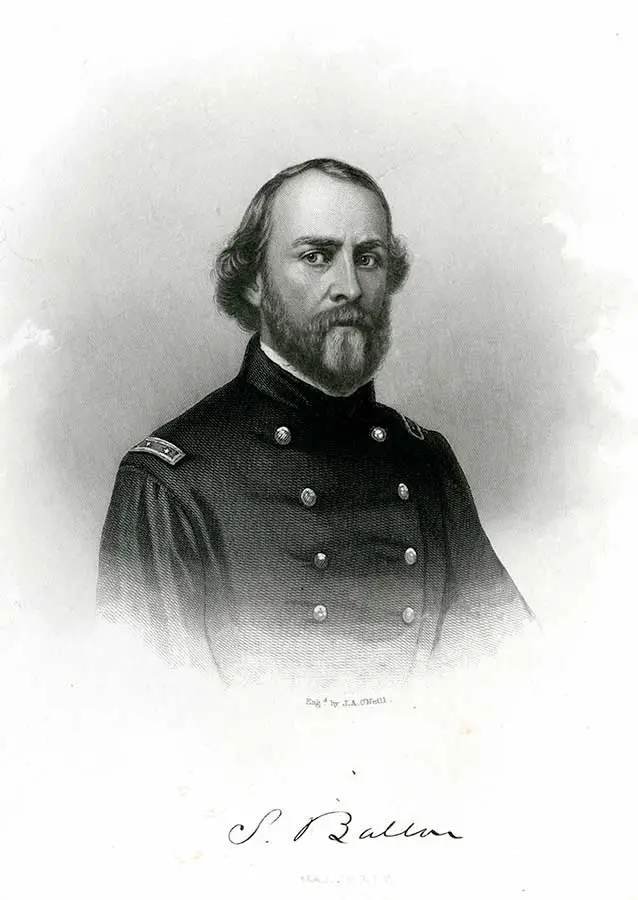
Sullivan Ballou

Sullivan Ballou (* 28. März 1829 in Smithfield, Rhode Island; † 28. Juli 1861) war Anwalt, Politiker und Major der United States Army im Sezessionskrieg. Bekannt wurde er durch einen Brief, den er eine Woche vor der ersten Schlacht am Bull Run an seine Frau Sarah schrieb.

## Biographie
Ballou war der Sohn von Hiram und Emeline (Bowen) Ballou, einer Hugenottenfamilie aus Smithfield, Rhode Island. Beide Eltern starben schon sehr früh. Er besuchte das Internat der Phillips Academy in Andover, ging nach seinem Abschluss auf die Brown University und studierte dann an der National Law School in Ballston, New York Jura. Ballou war Republikaner und wurde in das Repräsentantenhaus von Rhode Island gewählt, wo er es bis zum Parlamentspräsidenten brachte.
Ballou heiratete Sarah Hunt Shumway am 15. Oktober 1855. Aus ihrer Ehe gingen zwei Söhne hervor, Edgar und William.
Als der Amerikanische Bürgerkrieg ausbrach, meldete Ballou sich sofort freiwillig zum 2. Rhode Island Infanterie-Regiment. Neben seinem Frontdienst waren hier auch seine juristischen Fähigkeiten gefragt.
Ballou und 93 der ihm unterstellten Soldaten wurden in der Ersten Schlacht am Bull Run tödlich verwundet. Um seine Soldaten besser führen zu können, ritt er vor dem Regiment entlang und wurde von einem konföderierten Artilleriegeschoss getroffen. Sein rechtes Bein wurde weggerissen und gleichzeitig sein Pferd getötet. Der tödlich verwundete Major wurde vom Schlachtfeld gebracht, und man amputierte sein Bein.
Ballou starb eine Woche nach der verlorenen Schlacht und wurde im Hof der nahegelegenen Sudley Church begraben. Nach der Schlacht wurde das Gebiet von den Konföderierten besetzt. Laut Zeugenaussagen wurde dabei Ballous Leichnam von konföderierten Soldaten ausgegraben, enthauptet und entweiht. Seine Leiche wurde nicht wiedergefunden. An Stelle seiner Leiche wurden verkohlte Asche und Knochen, die – wie man glaubt – seine sterblichen Überreste sind, auf dem Swan-Point-Friedhof in Providence, Rhode Island beigesetzt.
Seine Frau Sarah heiratete nie wieder. Sie zog später mit ihrem Sohn William nach New Jersey und starb 1917. Sie wurde an der Seite ihres Ehemanns begraben.

## Berühmt gewordener Brief
Ein Brief Ballous an seine Frau erlangte durch den Dokumentarfilm The Civil War von Ken Burns Berühmtheit, da dort eine gekürzte Version zu hören ist. In ihm verabschiedet sich Ballou liebevoll von seiner Frau und den gemeinsamen Kindern, bringt aber gleichzeitig seine Überzeugung zum Ausdruck, für die richtige Sache zu kämpfen. Unter anderem schreibt Ballou:

„But, O Sarah, if the dead can come back to this earth, and flit unseen around those they loved, I shall always be near you in the garish day, and the darkest night amidst your happiest scenes and gloomiest hours always, always, and, if the soft breeze fans your cheek, it shall be my breath; or the cool air cools your throbbing temples, it shall be my spirit passing by. Sarah, do not mourn me dear; think I am gone, and wait for me, for we shall meet again.“

„Aber, Oh Sarah, falls die Toten auf diese Erde zurückkehren und ihre Lieben ungesehen umgeben können, werde ich immer bei dir sein, am hellen Tag wie in der finstersten Nacht inmitten deiner glücklichsten Momente und düstersten Stunden immer, immer, und wenn du einen leichten Hauch auf deiner Wange spürst, wird es mein Atem sein; wenn ein kühler Luftzug deine pochenden Schläfen streift, wird es mein Geist sein, der vorüberzieht. Sarah, betrauere mich nicht als Toten; denk dass ich fort bin und warte auf mich, denn wir werden uns wiedersehen.“